# Kunlavut Vitidsarn
Kunlavut Vitidsarn, född 11 maj 2001, är en thailändsk badmintonspelare.

## Karriär
Kunlavut Vitidsarn tog silver i singel i badminton vid ungdomsolympiaden 2018. Vid VM 2022 tog han silver i singel, och vid VM 2023 tog han guld i singel.